# The Asteroids Galaxy Tour
The Asteroids Galaxy Tour — датская альтернативная группа, состоящая из вокалистки Метте Линдберг и музыканта Ларса Иверсена, также являющегося продюсером коллектива. В концертных выступлениях также участвуют Милоуд Карл Сабри, Миккель Бальтсер Дёриг, Расмус Валльдорф, Расмус Фрибо и Сфен Мейнильд. Тексты песен обычно пишет Ларс Иверсен. Для создания треков он чаще всего использует простые семплы.
Дебютный сингл группы, «The Sun Ain’t Shining No More», был выпущен 15 сентября 2008 года на их собственном лейбле Small Giants. Группа стала известной благодаря песне «Around the Bend», которая была использована в рекламе iPod Touch с сентября 2008 года и вышедшей в качестве сингла в декабре того же года. В 2011 году сингл «The Golden Age» был использован в международной рекламной кампании пива Heineken, представив песню и саму группу миллионам зрителей по всему миру (клип на эту песню одновременно является рекламой Heineken).
Метте Линдберг появилась в одном из музыкальных игровых шоу Never Mind the Buzzcocks на канале BBC в ноябре 2008 года.

## Дискография
| AUT                   | GRC                                    | DNK | Top Heatseekers | Independent Albums | Top Rock Albums | NLD | FRA | CHE |    |    |
| 18 сентября 2009 года | Fruit 1-й студийный альбом             | 53  | 63              | —                  | —               | —   | —   | —   | 80 | 84 |
| 31 января 2012 года   | Out of Frequency 2-й студийный альбом  | 68  | —               | 35                 | 5               | 29  | 44  | 46  | —  | 91 |
| 15 сентября 2014 года | Bring Us Together 3-й студийный альбом | —   | —               | —                  | —               | —   | —   | —   | —  | —  |